# Prooemia
In libros Veteris ac Novi Testamenti prooemia o più brevemente Prooemia è un'opera esegetica di Isidoro di Siviglia. Sono quaranta introduzioni sui diversi libri della Bibbia, precedute da una riflessione sul numero dei testi sacri e sull’ordine canonico. Per ogni libro, Isidoro compone uno schematicissimo riassunto del contenuto caratterizzato da uno spiccato allegorismo.

## Contenuti, lingua e stile
I Prooemia sono una sorta di “introduzione”, nel senso moderno del termine, ovvero un “manuale di iniziazione” alla Bibbia. Raccolgono gli aspetti fondamentali di ogni testo sacro: l’autore, il contenuto, le possibili letture allegoriche e alcune notizie di interesse specifico.
La lettura allegorica del testo è predominante: per esempio, Giobbe è figura tipologica di Cristo, e l’intero Salterio è interpretato alla luce della nascita, passione e resurrezione di Cristo. Anche Giona diviene figura Christi in una chiave allegorica legata alla resurrezione. All’interno dei Prooemia troviamo l’interpretazione dei nomi dei profeti e la spiegazione dei simboli che rappresentano i quattro evangelisti.
Lo stile di questo trattatello è semplice e scorrevole: man mano che ci si addentra nell’opera, i capitoli si fanno più complessi, raccogliendo varie informazioni, fino a concludersi in modo tronco con l’Apocalisse, senza alcuna parola di ulteriore sintesi.

## Datazione, fonti e tradizione testuale
Secondo i criteri stabiliti da J. de Aldama, in assenza di argomenti che lo possano contraddire, l’opera va collocata, per il suo stile, l’utilizzo delle fonti e i contenuti, tra le opere d’esordio, insieme al De Ecclesiasticis Officiis, alle Differentiae, alle Allegoriae e al De Ortu et Obitu Patrum.
Secondo M.A. Andrés Sanz, la tradizione manoscritta di quest’opera e alcune testimonianze indirette indicano che l’opera è esistita sin dall’inizio nella forma in cui la conosciamo oggi, come unità, con il titolo originario In Libros Veteris et Novi Testamenti Prooemia. Molto presto, però, i diversi capitoli dei Prooemia iniziarono ad essere copiati come prologhi o proemi ai corrispondenti libri della Bibbia. Questa duplicità della tradizione diretta è stato uno degli elementi fondamentali proposti da coloro che per secoli hanno alimentato la teoria di una "edizione" isidoriana della Bibbia.
M.A. Andrés Sanz riporta l’elenco di 34 copie dei Prooemia esemplate entro la fine del IX secolo. La trasmissione testuale dell’opera testimonia la presenza di differenti momenti di revisione del testo. Tra quelle recensite, sono poche le copie che aggiungono una serie di paragrafi assenti nella maggior parte dei manoscritti: queste inserzioni sono simili a glosse e annotazioni e sembrano avere origine nella penisola iberica. Gli altri testimoni si suddividono in due grandi famiglie, a loro volta ramificate. I due stemmi proposti da H. Sajus e M.A. Andrés Sanz concordano quasi totalmente, fornendo garanzia di affidabilità.
L'editio princeps dell’opera risale a J. Secerius (1529) ed è seguita da quella di M. de la Bigne (1580) e da quella preparata da J. de Mariana per la pubblicazione regia a carico di J. Grial (1599). A partire da questo testo, completato con la lettura di codici italiani, F. Arévalo realizza la sua edizione, a sua volta ristampata da Migne nel 1862.

### Edizioni
- Braulio de Zaragoza, La Renotatio librorum domini Isidori. Introducción, edición critica y traducción, ed. J.C. Martìn Iglesias, San Millán de la Cogolla 2004.
- Divi Isidori Hispalensis episcopi opera omnia, ed. J. Grial, Madrid 1599.
- S. Isidori Hispalensis Episcopi Hispaniarum doctoris opera omnia, ed. F. Arevalo, Roma 1797-1803.

### Studi
- M.A. Andrés Sanz, Prólogo, manual y enciclopedia: los «Prooemia» y las «Etymologiae» de Isidoro de Sevilla cit., pp. 25-35.
- F. Trisoglio, Introduzione a Isidoro di Siviglia, Brescia (2009), cap. XII, p.92.
- J.A. de Aldama, Indicaciones sobre la cronología de las obras de S. Isidoro, en Miscellanea Isidoriana, Roma, (1936), pp. 57-89.
- La trasmissione dei testi latini del Medioevo, volume II, a cura di P. Chiesa e L. Castaldi, Firenze (2005), pp. 345-352.
- H. Sajus, Les Prooemia d'Isidore de Séville. Etablissement du texte et étude de la tradition manuscrite, Memoire de maîtrise inédite, dir. J. Fontaine, Univ. Paris IV, (1986-1987).